# Giuseppe Migliari (scenografo)
Giuseppe Migliari (Ferrara, 1822 – Odessa, 1897) è stato uno scenografo e pittore italiano.
Figlio del decoratore e scenografo Francesco, fu allievo del padre e collaborò con lui soprattutto alle principali decorazioni murali eseguite a Ferrara nella prima metà del secolo XIX. Da giovane aderì ai moti risorgimentali; venendo arrestato nel 1849 dai soldati austriaci, fu condotto a Bologna e rinchiuso in prigione assieme a Ugo Bassi.
Nell'agosto 1851, mentre era impegnato in compagnia del figlio e di altri pittori alla decorazione del Teatro comunale, suo padre morì all'improvviso e Giuseppe subentrò alla direzione della bottega paterna. Già nel novembre dello stesso anno era a Fabriano per dipingere il sipario del teatro Camurio, che pochi anni dopo fu distrutto da un incendio. Nel 1854 presentò una veduta ad una collettiva allestita al Palazzo dei Diamanti. Successivamente si dedicò alla decorazione di sontuosi palazzi ferraresi e di soffitti di alcune chiese. La sua opera più significativa è la decorazione della Sala degli stemmi nel Castello Estense, realizzata nel 1857 insieme a Celestino Tommasi.
Insieme a quest'ultimo diede vita a una associazione che si impegnava a fornire «cinquanta quadri di cm 80 x 60, rappresentanti architetture civili, vedute rustiche, paesaggi ed altre cose di maniera», da estrarre fra i soci in una sorta di lotteria. Non si conosce l'esito di questa associazione, ma i due dipinti di Migliari conservati nel museo civico di Ferrara sono per l'appunto vedute di queste misure. Un'altra sua opera è custodita a Milano presso il museo Poldi Pezzoli: si tratta di un disegno raffigurante il duomo di Ferrara con interventi e integrazioni che potrebbero far pensare al progetto di un rifacimento.
Nonostante l'attività di pittore, Migliari resta più conosciuto nell'ambito teatrale: dal 1866 fu decoratore e scenografo del teatro comunale di Bondeno, mentre nel 1873 eseguì il sipario dipinto per l'arena Tosi-Borghi di Ferrara (poi teatro Verdi). Come scenografo fu attivo per i teatri di Ferrara, Bologna e Rovigo, nonché decoratore per il teatro comunale di Camerino. Al 1880 si fa risalire un bozzetto scenico per l'opera Mignon di Ambroise Thomas. 
Proprio grazie a questa attività, fu chiamato a operare per il Teatro Nazionale di Odessa, costruito in stile neo-barocco da due architetti viennesi e inaugurato nel 1887.. Qui si trattenne, assieme al figlio Adolfo che aveva egli stesso addestrato nell'arte pittorica, ma il prolungato soggiorno dovette comportare una serie di difficoltà economiche, testimoniate dal fatto che nel 1894 Migliari richiese all'amministrazione provinciale di Ferrara un contributo economico che gli permettesse di rientrare in patria. La richiesta tuttavia venne ignorata e l'artista morì in Ucraina tre anni dopo.